# Kanu-Gemeinschaft List
Die Kanu-Gemeinschaft List ist ein Kanusportverein in Hannover. Er hat seinen Sitz im Stadtteil List am Mittellandkanal. Der Verein ist Mitglied des Landes-Kanu-Verbandes Niedersachsens und des Deutschen Kanu-Verbandes. Er wurde 1993, 1996 und 1997 Deutscher Meister im Kanupolo der Damen, sowie Vizemeister in den Jahren 2000 und 2001.

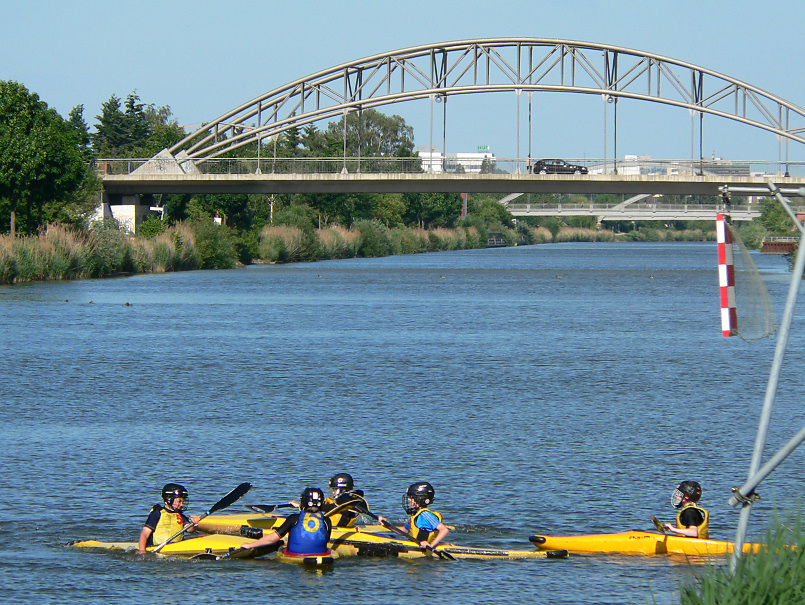
Vereinsmitglieder beim Kanupolo auf dem Mittellandkanal
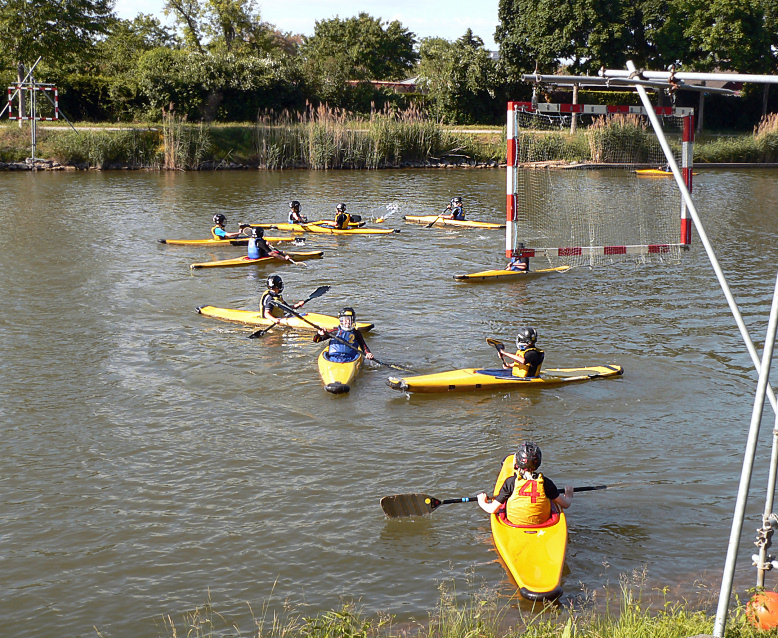
Kanupolo-Spielfeld auf dem Kanal